# Tipula (Pterelachisus) coleana
Tipula (Pterelachisus) coleana is een tweevleugelige uit de familie langpootmuggen (Tipulidae). De soort komt voor in het Nearctisch gebied.